# Вот-Танде
Вот-Танде [βɔt.taˈⁿdɛ] - незаселений острівець островів Бенкс на півночі Вануату. Він розташований близько 50 км на північ від острова Мота-Лава. Острівець Вот-Танде ніколи не був заселений. Тут живуть тисячі морських птахів, особливо фрегати, які й дали назву острову.  Складається з двох островів. Найвища точка обох островів становить 64 м над рівнем моря. 

## Географія
Довжина острова 800 м, ширина 300 м; його площа 0,24 км2. На північному кінці є порізана хвилями платформа, яка виходить на денну поверхню під час відпливу та простягається на 100 м у бік моря. Широта становить 13,25º пд.ш., а довгота - 167,65º сх.д.  На острові часто відбувалються землетруси та бушують циклони. 

## Назва
Острів відомий під різними назвами, залежно від того, мова якого народу використовується. На всіх мовах регіону значення однакове: «Скеля фрегатів». Його реконструйована назва Proto-Torres-Banks, заснована на засвідчених назвах нижче, * βatu [ta]ɣaⁿdai, де * βatu означає «камінь», а * [ta]ɣaⁿdai означає «фрегат».
- У Löyöp ( Ureparapara) це називається Vot Tade[βɔt.taˈⁿdɛ]
- У Mwotlap ( Mota Lava ) він відомий як Nevet Men Tagde[nɛˌβɛt.mɛn.taɰˈⁿdɛ] або під його старою назвою Vet Tagde[βɛtaɰˈⁿdɛ] .
- У моті це називається Ват Ганай[βat.ɣanai] [3]